# Roberto Hinojosa (revolucionario boliviano)
Roberto Hinojosa (Cochabamba, ¿? - La Paz, 21 de julio de 1946) fue un revolucionario boliviano de izquierda recordado sobre todo por haber protagonizado la llamada "revolución de Villazón" en 1930 y porque fue colgado junto con el presidente Gualberto Villarroel en la Plaza Murillo de la ciudad de La Paz en 1946.

## Primeros años
Exiliado por el Gobierno de Bautista Saavedra por sus posturas radicales y distanciado del Gobierno de Hernando Siles, el cual en un primer momento le había concedido un puesto diplomático, Roberto Hinojosa fue conocido por su elocuencia, ganando notoriedad por su participación activa en revistas y periódicos de izquierda, marchas antiimperialistas, anticlericales, antimilitares y protestas obreras.  

## Revolución de Villazón
El 16 de junio de 1930, frente a la probable reelección de Hernando Siles, 50 hombres a la cabeza de Roberto Hinojosa tomaron la población de Villazón, en la frontera con Argentina. Hinojosa se declaró presidente provisorio de la "República Socialista de Bolivia Obrero-Campesina" y leyó una proclama que constaba de 70 puntos, entre los que resaltan la nacionalización de las minas, de los depósitos petroleros, de las principales industrias y de las riquezas potenciales del suelo y del subsuelo, la nacionalización de las líneas telefónicas y telegráficas, de los ferrocarriles y de otros medios de transporte, una intensiva abolición de los latifundios, la sindicalización obligatoria, la abolición del pongueaje y el sufragio universal, todo bajo el lema “¡Tierra y libertad, y las minas para los trabajadores bolivianos!”. 
Luego de algunos enfrentamientos con las tropas gubernamentales, Hinojosa huyó a la Argentina.

## Exilio, relación con Gualberto Villarroel y muerte
En 1932 Hinojosa le solicitó al entonces presidente Daniel Salamanca si podía retornar al país, luego de haber pasado un tiempo preso en Uruguay, pero su pedido fue denegado. Entonces, se fue a México, en donde colaboró con el presidente Lázaro Cárdenas, escribió libros y artículos y conoció a Trotski, quien también estaba exiliado.  
En 1944 retornó a Bolivia para colaborar con Villarroel y fundó el Partido de la Revolución Boliviana. También participó en la organización del Primer Congreso Indigenal, reunido el 10 de mayo de 1945 y en el que participaron más de mil delegados. Fue también director del periódico Cumbre, en el que escribía defendiendo, a veces de manera incendiaria, el Gobierno de Villarroel.
Durante el golpe de Estado de 1946, que terminó con la muerte y colgamiento del presidente Villarroel, se dice que Hinojosa estaba disparando desde las alturas del Hotel París, ubicado en la esquina superior de la Plaza Murillo, cuando fue asesinado y luego colgado junto al expresidente.

## Obra escogida
- Partido Revolucionario de Bolivia. Declaración de Principios (1928)
- La revolución de la Raza de Bronce (1935)
- Al Pueblo Boliviano. Manifiesto (1936)
- La Revolución de Villazón (1937)
- El Cóndor Encadenado (1941)